# Zoica parvula
Zoica parvula är en spindelart som först beskrevs av Tord Tamerlan Teodor Thorell 1895.  Zoica parvula ingår i släktet Zoica och familjen vargspindlar. Inga underarter finns listade i Catalogue of Life.